# Eleni Karaindrou
Eleni Karaindrou (Grieks: Ελένη Καραΐνδρουis) (Tichio (Fokida), 25 november 1941) is een Griekse pianiste en componiste. Ze is vooral gekend voor haar muziek voor film, televisieseries en toneel.

## Opleiding en loopbaan
Karaindrou werd geboren in het bergdorpje Tichio en groeide op in Athene. Zij studeerde piano en muziektheorie aan het conservatorium van Athene en geschiedenis en archeologie aan de universiteit aldaar. Van 1969 tot 1974 vervolgde zij haar opleiding in Parijs aan de Sorbonne (ethnomusicologie) en de Schola Cantorum (compositie). Terug in Griekenland richtte zij het Laboratorium voor Traditionele Instrumenten op in het ORA Cultureel Centrum. Zij componeert theater- en filmmuziek sinds 1975.
Vanaf 1982 werkte ze samen met de Griekse regisseur Theo Angelopoulos (1935-2012). Haar filmmuziek draagt in belangrijke mate bij tot de artistieke impact van de films van deze regisseur.  Daarnaast werkte ze ook met de regisseurs Chris Marker, Jules Dassin en Margarethe von Trotta. Zij was jurylid op het Internationale Filmfestival van Venetië in 1989.

## Onderscheidingen
In 1992 ontving ze de Felliniprijs voor haar volledig oeuvre.

## Discografie
- 1991: Music for Films (ECM)
- 1991: The Suspended Step of the Stork (ECM)
- 1995: Ulysses' Gaze (met Kim Kashkashian, ECM)
- 1999: Eternity and a Day (ECM)
- 2001: Trojan Women (ECM) - muziek bij de tragedie van Euripides
- 2004: Weeping Meadow (ECM)
- 2006: Elegy of the Uprooting (ECM)
- 2009: Dust of Time (ECM)
- 2013: Concert in Athens (met Jan Garbarek, Kim Kashkashian, Vangelis Christopoulos) (ECM)
- 2014: Medea (ECM)
- 2016: David (ECM)
- 2019: Tous des oiseaux (ECM)

## Filmmuziek
- 1975: I megali agripnia
- 1979: Periplanisi - regie Christophoros Christophi
- 1982: Roza - regie Christophoros Christophi
- 1984: Timi tis agapis - regie Tonia Marketaki
- 1984: Taxidi sta Kythira - regie Theo Angelopoulos
- 1986: O melissokomos - regie Theo Angelopoulos
- 1986: Topio stin omixli - Landschap in de mist - regie Theo Angelopoulos
- 1990: L'Africana - regie Margarethe von Trotta
- 1991: To meteoro vima tou pelargou - The Suspended Step of the Stork  regie Theo Angelopoulos
- 1995: To vlemma tou Odyssea - Ulysses' Gaze regie Theo Angelopoulos
- 1998: Mia aioniotita kai mia mera - De eeuwigheid en een dag regie Theo Angelopoulos
- 2001: Trojan Women
- 2002: War Photographer, documentaire van Christian Frei
- 2004: To livadi pou dakrisi - regie Theo Angelopoulos
- 2006: Elegy of the Uprooting – Live
- 2009: The Dust of Time, regie Theo Angelopoulos
- 2010: 6 x Venetie (Sei Venedig)
- 2017: Bom - een liefdesverhaal (Iraanse film)